# Nebbio
Le Nebbio est une région naturelle de Haute-Corse s'étendant autour de Saint-Florent, situé à l'ouest du Cap Corse et à l'est de la Balagne. 

## Toponyme
L'étymologie fait remonter le nom de cette région à son caractère nébuleux (en corse nebbia se traduit par brouillard, brume, nébulosité).

## Définition du Nebbio

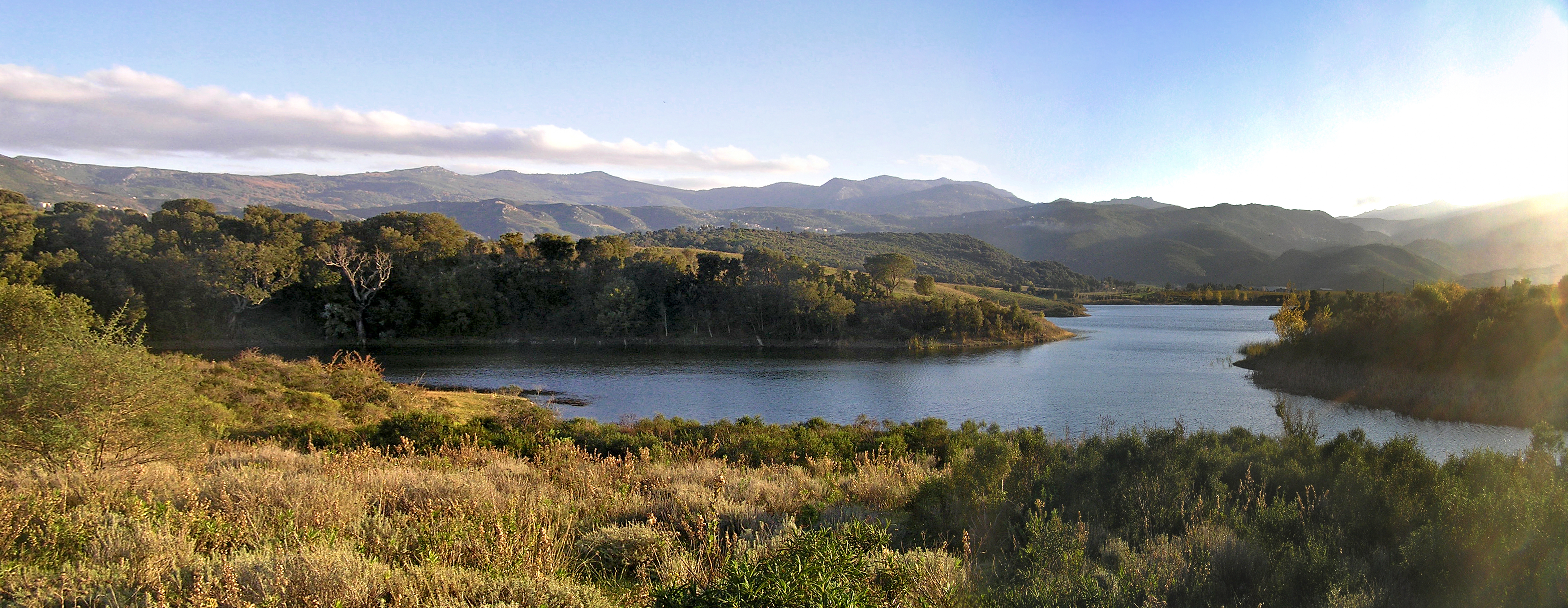
Lac de Padula.

Selon Infcor le Nebbiu se définit ainsi : Antica cità chì hà lasciatu u nome à a regione chì accinghje u golfu di San Fiurenzu, cumposta di l’Agriate, e pieve di Santu Petru di Tenda, Muratu, Oletta è San Fiurenzu. (en français : antique cité qui a laissé son nom à une région qui ceint le golfe de Saint-Florent, composée des Agriates et des pieves de Santo-Pietro-di-Tenda, Murato, Oletta et Saint-Florent).

## Géographie

### Relief
Le Nebbio est délimité, au nord par le golfe de Saint-Florent, et le reste par une crête montagneuse étendue depuis Guadalone sur la dorsale capcorsine jusqu'à la serra di Tenda. Elle comprend :
- la Cima di Guadalone (1 073 m) au nord ;
- la Serra di Pignu (960 m) et le Monte A Torra (852 m) à l'est, frontière avec l'agglomération bastiaise ou Bagnaghja ;
- la Cime di Taffoni (1 117 m) et la Cime di Tanaria (1 224 m) au sud, derrière lesquelles coule le Golo ;
- le Monte Astu (1 535 m) à l'ouest, dans le massif de Tenda, au-delà duquel s'ouvre la vallée de l'Ostriconi.

La partie centrale du Nebbio est occupée par la plaine de la Conca d'Oro. Au nord-ouest, le désert des Agriates, se présente comme une série de vallées aujourd'hui stériles, entre de basses lignes de crête. Les Agriates sont dominés par le Monte Genova (418 m).

### Géologie
Dans le contexte de la formation de la Corse, la région est issue de dépôts marins formés au Mésozoïque, lors de l'ouverture de la mer Téthys, qui au Crétacé supérieur se sont trouvés charriés en altitude avec des ophiolites générées par compression de le plaque africaine contre la plaque européenne (Chaîne pyrénéo-provençale).
À l'est de Saint-Florent, coule la Strutta, ruisseau qui se jette à la mer au lieu-dit Olzu. Ce petit cours d'eau traverse une zone géologique sédimentaire du Secondaire, remarquable avec ses collines calcaires aux sommets arrondis et au travers desquelles il a creusé son lit, créant des falaises blanches érodées. 
Du côté mer se trouve emprisonné le poudingue de Saint-Florent. Il correspond à une plage fossile de galets roses datant de la fin du Tertiaire ou du début du Quaternaire. Ces terrains sont entourés par des roches anciennes granitiques dans les Agriates et le massif de Tenda et ainsi que d'autres affleurement du côté du Pigno. La plus grosse structure restante correspond à des schistes métamorphiques ou schistes lustrés qui sont en fait au départ, des roches sédimentaires qui ont été soumises à de fortes pressions lors des élévations hercyniennes puis alpines. Il faut aussi signaler la présence de roches vertes basiques (gabbros et serpentinites), de bancs de calcaires cristallins (aspect de marbre).
L'ensemble est recouvert par endroits de terrains quaternaires correspondant aux alluvions des terrasses fluviales des rivières du Nebbiu.

### Hydrographie
Deux fleuves baignent le Nebbio :
- l'Aliso, qui s'écoule dans la plaine de la Conca d'Oro jusqu'à Saint-Florent avant de se jeter dans son golfe.

Sur le cours du Furmicaiola, petit ruisseau qui se jette dans le Salinelle son affluent, a été bâti un barrage formant le lac de Padula.
- le Bevinco, qui traverse les montagnes pour finir sa course dans l'étang de Biguglia.

Dans le désert des Agriates coulent plusieurs petits fleuves côtiers, dont le Liscu et le fiume Santu.

### Accès routiers
L'accès à la région du Nebbio se fait par différentes routes :
- la route D80, en provenance du Cap Corse (Nord) ;
- la route D81, en provenance de Bastia, qui descend du col de Teghime (536 m) (Est), traverse la plaine de la Conca d'Oro et Saint-Florent puis le désert des Agriates pour rejoindre la Balanina (RN 1197) dans la vallée de l'Ostriconi ;
- la route D62, en provenance de Biguglia - Rond-point de Casatorra, qui serpente dans le défilé du Lancone, sur la rive nord du Bevinco (Sud-est) ;
- la route D82, en provenance de Borgo - Rond-point d'Ortale, qui grimpe au col de Santo Stefano (368 m), sur la rive sud du Bevinco (Sud-est) ;
- la route D5, en provenance de Bigorno, dans la vallée du Golo (Sud) et passant par le col de Bigorno et Murato.

Les routes D62, D82 et D5 font jonction au col de Santo Stefano, au carrefour giratoire récemment aménagé.

## Histoire

### Préhistoire
La région est occupée par l'homme très anciennement. Elle était habitée au Néolithique comme en témoignent des vestiges de son occupation qui ont été découverts au Monte Revincu dans les Agriates, ou encore au IIe millénaire av. J.-C. comme l'attestent les peintures rupestres de la grotte Grotta Scritta à Olmeta-du-Cap, et probablement antérieurement (au IIIe à Cucuruzzu, au Ve pour Filitosa).

### Antiquité

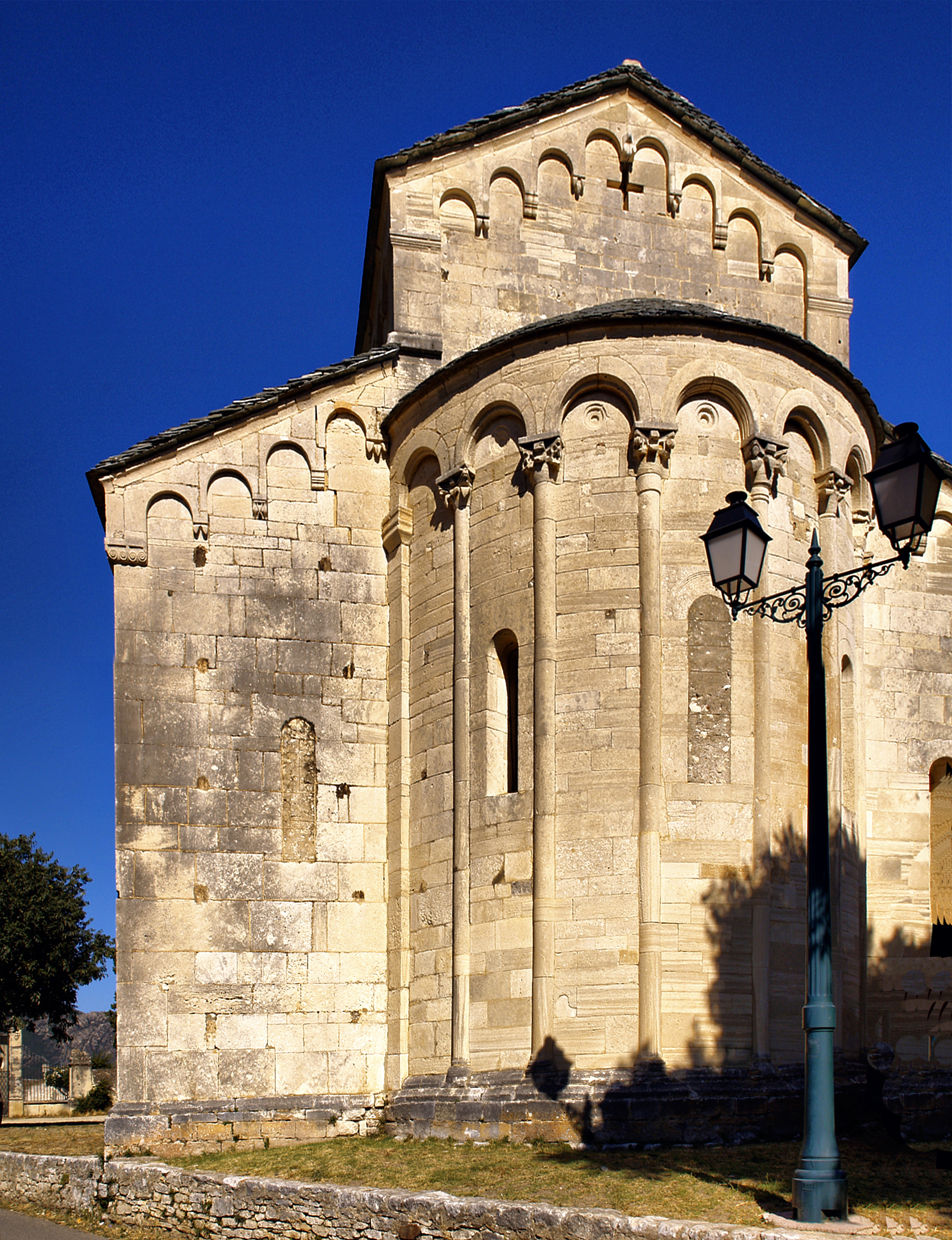
Cathédrale du Nebbio - Abside.

Les premiers contacts antiques avec les civilisations extérieures se firent, dans le Nebbio, par un faible commerce avec les navigateurs Phéniciens (importateurs du pin d'Alep dans la région), les Grecs, les Étrusques et les Carthaginois. Les autochtones conservèrent une vie héritée de l'âge du fer.
Lorsqu'ils envahirent la Corse en 260 av. J.-C., les Romains eurent maille à partir avec la population du Nebbio, qu'ils nommaient les Nebolenses. Parmi les nombreuses batailles, la légende a retenu celle dite "du champ des myrtes", près de Mortella, dans les Agriates : les troupes du centurion Caius Papirius infligèrent une lourde perte aux "Korsi". La découverte de tombes et d'armes romaines semble corroborer la tradition.
Plus d'un siècle après, la pax romana s'était imposée en Corse et le Nebbio semble avoir fait partie de la colonie de Mariana (au sud de Bastia). Les villes ou villages antiques de la région semblent avoir été les suivants :
- Lourinon (ou Turrinon), nom cité par Ptolémée : la ville, vraisemblablement située près de l'actuelle église Saint-Michel de Murato, devait constituer la capitale des autochtones au IIe siècle av. J.-C.[réf. nécessaire]. Pour Xavier Poli, Lurinum est aujourd'hui Luri[3].
- Cersunum : près de l'emplacement de l'actuelle cathédrale de Saint-Florent ;
- Civitas Canelata : site de l'actuel village de Canari ;
- Nuntia : site antique de l'actuel Nonza ;
- Nebbio qui fut l'objet de fouilles archéologiques fortuites au XVIe siècle. Les restes visibles de cette ville ont été signalés par Giustiniani, puis le chroniqueur Ceccaldi décrivit la découverte, en 1553, d'une nécropole constituée de vases emplis d'ossements, sous le site de construction de la citadelle.

« Dans le Nebbio se trouvait autrefois la ville appelée également Nebbio ; elle était bâtie à un demi-mille de S. Florent, sur une petite éminence où l'air est beaucoup plus sain qu'à S. Florent. On voit encore les restes de cette ville ; l'église est restée entière. C'est un édifice aux magnifiques proportions tout en pierres blanches, dans lequel les règles l'architecture sont bien observées ; on peut conjecturer que c'est une construction pisane. Il ne faut pas s'étonner que l'air ait été sain dans cette ville, quoique très rapprochée de S. Florent où l'air est loin d'être aussi bon. »

— Mgr Giustiniani in Dialogo nominato Corsica, traduction de l’abbé Letteron in Histoire de la Corse – Description de la Corse – Tome I p. 13.
Lors de la christianisation de l'île, le Nebbio se constitua en diocèse, et la construction de chapelles prédisposait au futur découpage administratif en pièves. Les Vandales, lorsqu'ils envahirent la Corse, importèrent l'arianisme et furent sans doute les auteurs du martyre des deux saints locaux. Saint Florent serait un des 46 évêques d'Afrique exilés par le synode de Carthage vers la Corse. À sa mort dans le Nebbio, il donnera son nom à la future ville construite dans la Conca d'Oro. Sainte Julie était une jeune Carthaginoise qui refusa d'abjurer sa foi chrétienne, lors d'un débarquement à Nonza, pendant une fête païenne. Elle mourut crucifiée après de multiples tortures dont la section des seins.
La campagne de la plaine fut l'objet d'une importante exploitation agricole. Sur ces domaines furent d'ailleurs bâties de grandes villae dont on retrouve aujourd'hui les ruines : thermes de Curone à Olmeta-di-Tuda, tombes de Vallecalle, etc.

### Moyen Âge

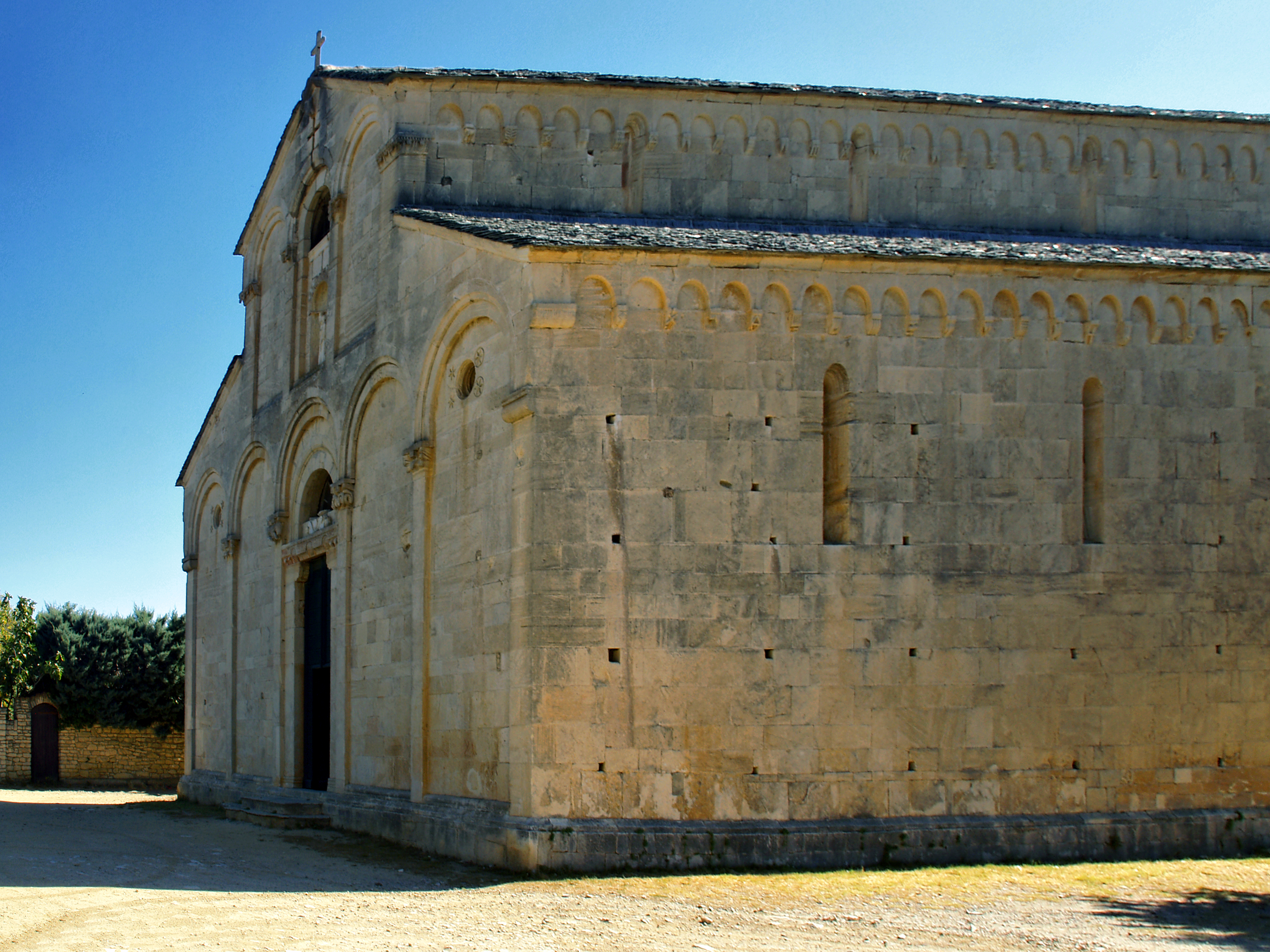
Cathédrale du Nebbio.

Vers 844, Boniface II, marquis de Toscane et tutor Corsicæ, abandonne l'île aux Sarrasins qui pillaient ses côtes depuis 714, et avaient brûlé Nonza en 734, détruit la ville de Nebbio en 824, ... 
Au début du XIe siècle cette partie de la Corse est libérée du joug sarrasin par la coalition pisano-génoise. Le Nebbio vivait sous un régime féodal populaire associant le peuple aux affaires, créé par Ugo Colonna.
En 1077, Grégoire VII confie l'administration de la Corse à l'évêque de Pise. L'île comptait alors 6 diocèses : Aléria, Sagone, Ajaccio, Mariana, Accia et Nebbio. 
En 1092, le pape Urbain II nomme archevêque Daibertus, évêque de Pise, qui devient métropolitain-suzerain des 6 diocèses corses. 
Au XIIe siècle, sollicité par les Génois, en 1123 le pape Innocent II élève à la dignité archiépiscopale dans l'église de Gênes, 3 évêques en Corse, Mariana, Accia et Nebbio. 
C'est entre 1125 et 1140 que fut construite l'église Santa Maria Assunta plus connue sous le vocable de cathédrale du Nebbio qui se trouve à la limite de St-Florent.
Le Nebbio correspondait à l'ancien diocèse de Saint-Florent. Celui-ci couvrait Santa Giulia, Tenda et Tuda, pievi devenues en 1789 respectivement canton de Nonza, canton de Santo-Pietro-di-Tenda et canton d'Oletta.
Les communes du Nebbio étaient les suivantes : Barbaggio, Canari, Farinole, Murato, Nonza, Ogliastro, Olcani, Oletta, Olmeta-du-Cap, Olmeta-di-Tuda, Patrimonio, Piève, Poggio-d'Oletta, Rapale, Rutali, Saint-Florent, San-Gavino-di-Tenda, Santo-Pietro-di-Tenda (dont le village de Casta), Sorio, et Vallecalle.

### Temps modernes

#### La province du Nebbio
Le Nebbio était une province génoise composée de cinq pievi : Olmetta, Oletta, Farinole, Santo Pietro, et Santo Quilico, du préside de Saint-Florent où réside le « lieutenant » et de la pieve Patrimonio. 
Judiciairement, Saint-Florent et Patrimonio relèvent de la juridiction de Bastia. La province du Nebbio régissait outre les 5 pievi précitées, les fiefs de Nonza, Canari et Brando.
« La Provincia del Nebbio è separata dalle pievi di Orto, Lota, e Bigorno da una montagna, et alquanti boschi frà quali quello della Stella, e di Giussani, dove sono legnami in gran copia. Dalla parte di Pietralba è separata dal monte Tenda sino alla costiera delle Egriate, quale dura 15 miglia : ove termina col fiume Ostricone. Gira la provincia del Nebbio circa miglie 70 compresa la Costiera della marina.
S.Fiorenzo terra in fine del Golfo di tal nome, della Giurisditione di Nebbio, 5 miglia distante di Farinole, era nè tempi andati assai forte perche munita di mura, e di forte Castello sendovi al presente qualche poche abitazioni con una forte Torre. La Terra è abitata da circa 150 persone, evvi in poca distanza verso ponente all’entrare del Golfo altra Torre della Mortella che serve per guardia del medeme Golfo. Dopo la Mortella, in costiera del mare trovasi la punta della Cavallata, Peralto, la Corsa, la piaggia di Sàlecia, la punta di Mignona, del Trave, del Timone, il Porticiuolo, di Malfalco, Piaggia di Alga, la ponta delle Solche, dell’Aciuolo, la Porragiola, e poi la foce del fiume Ostricone, ove termina la Giurisditione della Bastia. Tutto detto paese nominato delle Egriate, si connumera con il Nebbio, la di cui Cattedrale, et altre Parrochie di quella Giurisditione, vi scodono le entrate loro, e quantonque sia senza abitazioni, pure vi sono tenute, ò pure come dicono què Paesani Prese di terreni di Biade da Balagnini, e Nebiscini coltivate ».

#### Le diocèse de Nebbio
L'évêché de Nebbio couvrait 5 pièves : Canari, Nonza, Patrimonio, San Quilico, et Santo Pietro. 

##### Cathédrale deNebbiu

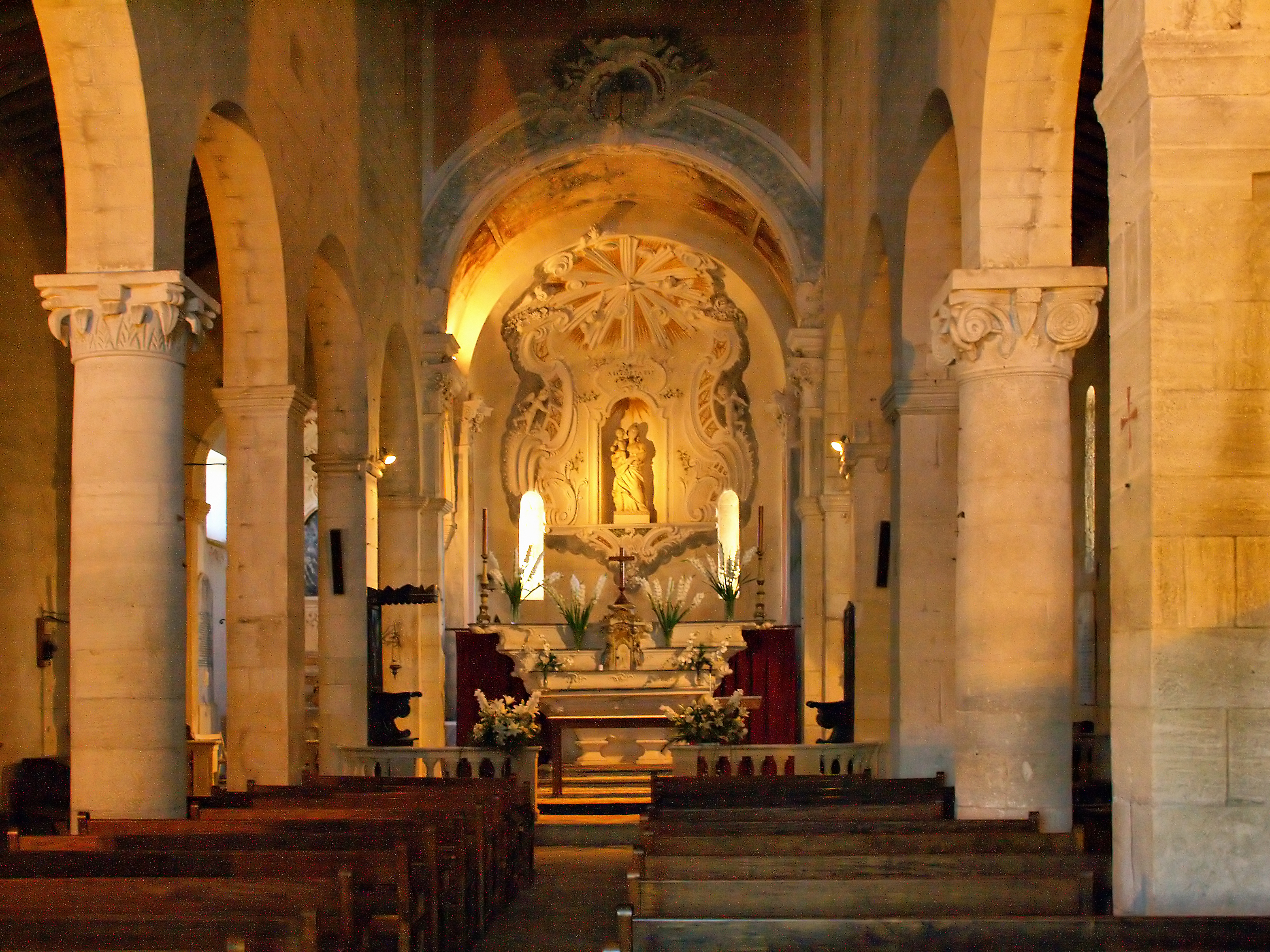
La nef.

L'église Santa Maria Assunta (Église Sainte-Marie) comme on la nomme souvent, est l'ancienne cathédrale de Nebbio. Elle date du XIIIe siècle. 
En raison de l'insécurité des côtes et de la malaria qui sévissait dans les marécages situés au pied de la butte sur laquelle est construit le monument, celui-ci fut abandonné par les évêques. Au début du XVIe siècle Mgr Giustiniani, évêque du Nebbio, fit réparer et remanier la cathédrale. Malgré ces travaux, en 1576, le monument est encore abandonné. Son clocher est détruit au XIXe siècle à la suite d'une restauration radicale de l'édifice. 
En 1611, Mgr Ruscone fait construire un nouveau palais épiscopal près de la cathédrale, palais détruit, puis reconstruit en 1714 par Mgr Aprosio. En 1722 on sait que des travaux de charpente furent effectués. En 1748 la cathédrale et le palais sont occupés par les troupes génoises. L'église servait de cathédrale à l'évêché de Nebbio avant 1789. Le dernier évêque fut Mgr Santini de 1776 à 1801. À cette date l'évêché est incorporé à celui d'Ajaccio.
La cathédrale est classée Monument historique,.

### Époque contemporaine
De 1793 à 1973, la composition des cantons était :  
- Murato (Bivinco jusqu'en 1828) : communes de Murato, Piève, Rapale et Rutali ;
- Santo-Pietro-di-Tenda (Tenda jusqu'en 1828) : communes de San-Gavino-di-Tenda, Santo-Pietro-di-Tenda et Sorio ;
- Oletta (Tuda jusqu'en 1828): communes de Oletta, Olmeta-di-Tuda, Poggio-d'Oletta et Vallecalle ;
- Saint-Florent (San Fiorenzo jusqu'en 1828) : communes de Barbaggio, Farinole, Patrimonio et Saint-Florent.

De 1971 à 1973, avec la fusion imposée des anciens cantons, sont créés deux nouveaux cantons :
- Conca-d'Oro, fait des anciens cantons de Oletta et de Saint-Florent ;
- Haut-Nebbio, fait des anciens cantons de Lama, de Murato et de Santo-Pietro-di-Tenda.

De nos jours, le territoire géographique du Nebbio se compose du canton de la Conca-d'Oro et du canton du Haut-Nebbio excepté les communes de Lama, Pietralba et Urtaca. 
Les communes du Nebbio sont :
- Barbaggio,
- Farinole,
- Murato,
- Oletta,
- Olmeta-di-Tuda,
- Patrimonio,
- Piève,
- Poggio-d'Oletta,
- Rapale,
- Rutali,
- Saint-Florent,
- San-Gavino-di-Tenda,
- Santo-Pietro-di-Tenda
- Sorio,
- Vallecalle.

## Philatélie
Un timbre « Saint Florent Conca d'Oro Patrimonio » d'une valeur faciale de 3,00 francs avait été émis en 1974. L'oblitération « Premier jour » avait eu lieu le 11 mai 1974 à Saint-Florent.